# ХаБаД
ХаБаД (івр. חב"ד) або ХаБаД Любавич (івр. חב״ד לובביץּ׳, їд. חב״ד ליובאוויטש), також відомий як ХаБаДський хасидизм (івр. חסידות חב"ד), Любавичівський (Любавицький) хасидизм — філософський і релігійний рух в хасидизмі, течії ортодоксального юдаїзму. На сьогоднішній день ХаБаД є одним із найвідоміших хасидських рухів у світі. Організаційно ХаБаД є найбільшою єврейською релігійною організацією у світі. Послідовників руху також називають ХаБаДниками.
ХаБаД було заснований у 1755 році рабі Шнеуром Залманом з Ляд. Слово «ХаБаД» — івр. חב"ד — є акронімом від слів «мудрість» (івр. חכמה, хохма), «розуміння» (івр. בינה, біна) і «знання» (івр. דעת, даат). Протягом більше 100 років рух був головним чином сконцентрований у Любавичах — білоруському селі, яке нині знаходиться в Руднянському районі Смоленської області в РФ.

## Лідери
На чолі стояв Любавичівський (Любавицький) ребе, яких за всю історію ХаБаДу було 7:
1. Шнеур Залман із Ляд (1745–1812);
2. Довбер Шнеурі (1773–1827);
3. Менахем Мендл Шнеєрсон (Цемах Цедек)[en] (1789–1866);
4. Шмуель Шнеєрсон (1834–1882);
5. Шалом Бер Шнеєрсон (1860–1920);
6. Йосеф Іцхак Шнеєрсон (1880–1950);
7. Менахем Мендел II Шнеєрсон (1902–1994).

Під фразою Любавичівський (Любавицький) Ребе часто мається на увазі саме 7-й.

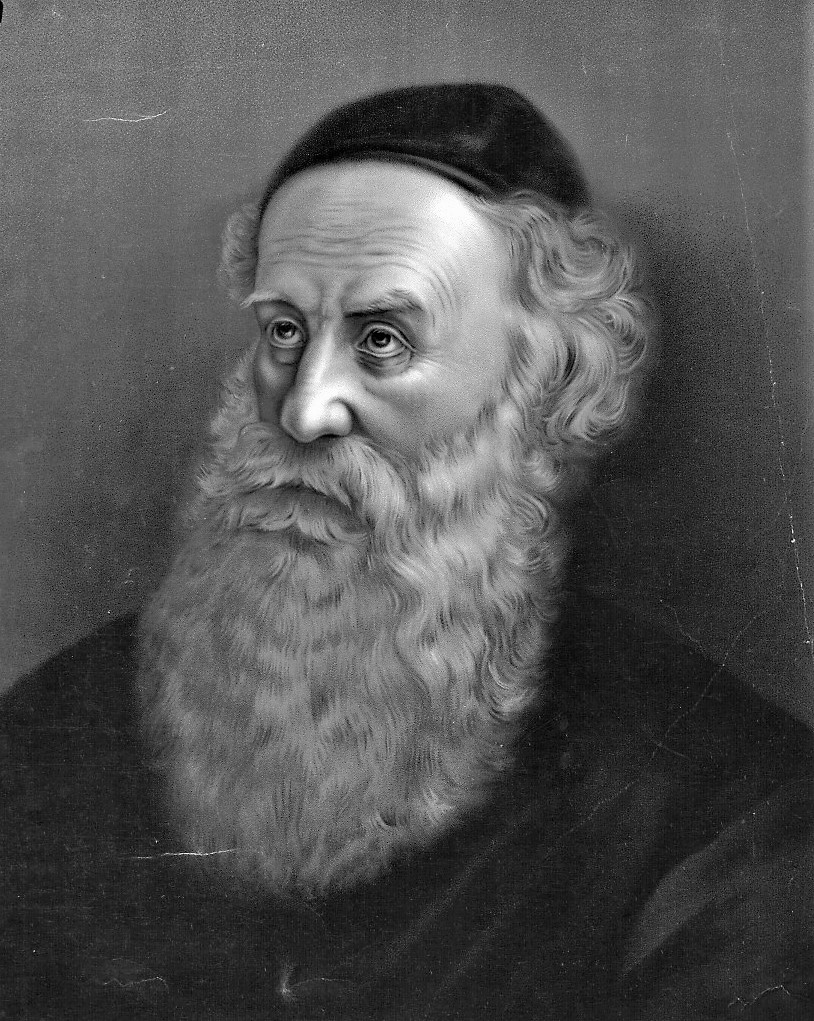
Портрет Шнеура Залмана з Ляд
Менахем Мендл Шнеєрсон (1987)

### США
Оцінки ХаБаДу та інших хасидських груп часто базуються на екстраполяції обмеженої інформації, доступної в даних перепису населення США для деяких територій, де проживають хасиди. Оцінка 2006 року була взята з дослідження спільноти Монреаль ХаБаД (визначення середнього розміру домогосподарства), у поєднанні з мовними та іншими вибраними показниками з даних перепису населення США, за оцінками, ХаБаД у Сполучених Штатах включає приблизно 4000 домогосподарств, які містять між 22'000 і 25'000 осіб. З точки зору зв'язку ХаБаДу з іншими хасидськими групами в межах Нью-Йоркської агломерації, ХаБаД у районі Нью-Йорка становить близько 15 % від загальної кількості хасидського населення Нью-Йорка. За оцінками, ХаБаД має щорічне зростання на 3,6 %.

### Ізраїль
Кфар-ХаБаД — приблизний розмір Кфар-ХаБаД становить 5100; Вважається, що всі жителі міста є прихильниками ХаБаДу. Ця оцінка базується на цифрах, опублікованих Ізраїльським бюро перепису населення. За іншими оцінками, населення громади становить близько 7000 осіб.

### Україна

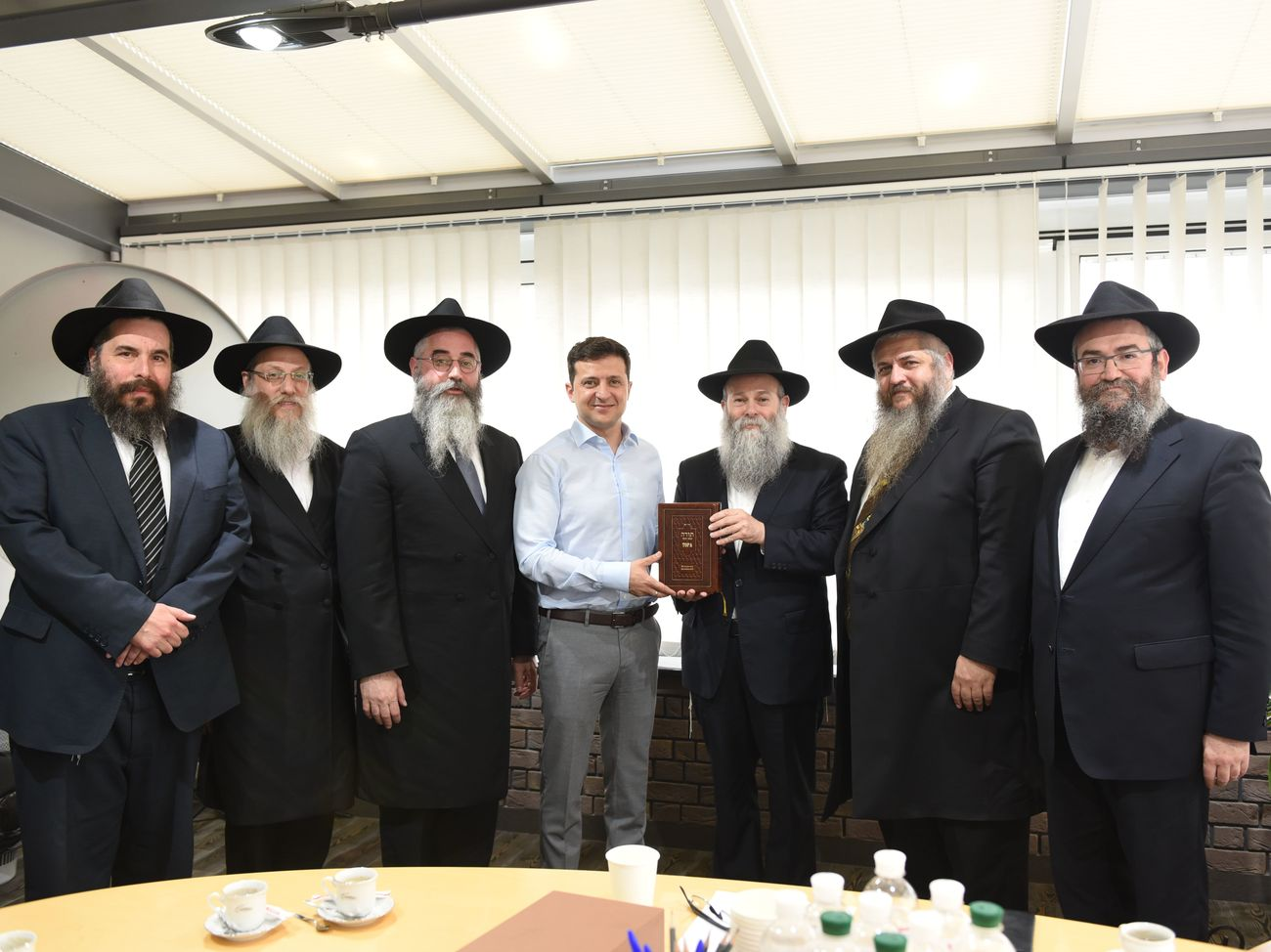
Зустріч Президента України Володимира Зеленського з любавицькими рабинами України 6 травня 2019 р.

Після 1991 року рух ХаБаД розповсюдився у великих містах України, а його центром стало місто Дніпро, з котрим пов'язані дитячі і підліткові роки Сьомого любавицького рабе.
У 2012 році у центрі Дніпра відкрито один з найбільших у світі (площа 120 тис. м²) центр «Менора».
Членами опікунської ради єврейської ХаБаДської громади міста є українські олігархи Ігор Коломойський, Геннадій Боголюбов, Віктор Пінчук та інші.
Головним рабином Дніпра з 1994 року є Шмуель Камінецький, який розпочав свою діяльність у місті ще в 1990 році.